# Juan Roger Rodríguez Ruiz
Juan Roger Rodríguez Ruiz (Chimbote, 11 de enero de 1965) es sacerdote de la Iglesia Católica y autoridad académica peruana. Actualmente es rector de la Universidad Católica Los Ángeles de Chimbote (ULADECH Católica).
Es doctor en Derecho Canónico por la Pontificia Universidad Gregoriana, Roma (Italia) y doctor en Educación por la Universidad Nacional de Educación a Distancia UNED de Madrid (España).

## Biografía
Nació en Chimbote, el 11 de enero de 1965. Estudió en la Escuela Parroquial Marianista y en el colegio Nacional José Olaya. En 1984 ingresó al Seminario Mayor San Carlos y San Marcelo. En 1990, obtuvo el grado de bachiller en la Facultad de Teología Pontificia y Civil de Lima y en el año 2002 obtuvo la Licenciatura en Derecho Canónico, con la medalla de oro, en la Pontificia Universidad Católica Argentina. Culminó su formación jurídico canónica al obtener en el año 2005, el grado de doctor en Derecho Canónico con la calificación de summa cum laude en la Pontificia Universidad Gregoriana en Roma. Es catedrático de la Universidad Católica Los Ángeles de Chimbote e invitado en otras instituciones académicas. Así mismo es evaluador del sistema universitario peruano, SINEACE (Sistema Nacional de Evaluación, Acreditación y Certificación de la Calidad Educativa), Auditor del Sistema de Gestión de Calidad de la Universidad Católica Los Ángeles de Chimbote y Auditor interno de la norma internacional ISO 9001- 2000.
Ha participado en diferentes eventos académicos internacionales e impartido conferencias a nivel nacional e internacional relacionados con temas de educación, pastoral y derecho canónico.

## Sacerdocio
Fue ordenado sacerdote el 5 de enero de 1992 e incardinado en la diócesis de Chimbote y ha desempeñado distintos encargos en la Iglesia. Actualmente es vicario judicial y rector de la Catedral. Ha sido vicario general y párroco de las parroquias de San Jacinto y Virgen de la Puerta, así como decano del Decanato 2, coordinador de la Comisión de Comunicaciones de la diócesis de Chimbote y asesor de REMA (Renovación Matrimonial). También ha sido miembro del Colegio de Consultores y del Consejo Presbiteral y presidió la Comisión de Beatificación de los primeros mártires del Perú.
Colaboró como Capellán Voluntario en el Hospital Harbor de Los Ángeles, California; Sacerdote residente en la Parroquia Nuestra Señora de Guadalupe de la Arquidiócesis de Los Ángeles, Estados Unidos; y como Sacerdote cooperador en la Parroquia de Santa Lucia de la diócesis de Roma, Italia. También fue formador de los seminaristas y Director de Estudios del Seminario Mayor San Carlos y San Marcelo.
Fue secretario de la Comisión «Ad hoc» de participación en la V Conferencia General del Episcopado Latinoamericano y del Caribe, secretario de la Comisión «Ad hoc» de Reestructuración de la Conferencia Episcopal Peruana, Secretario Ejecutivo de Pastoral y Miembro del Grupo de Asesores jurídicos de la Conferencia Episcopal Peruana.

## Formación académica
- 2021. Doctorando en Bioética. Universidad Anáhuac. México.
- 2016. Magister en Bioética y Biojurídica. Cum laude. Universidad Católica Santo Toribio de Mogrovejo. Chiclayo (Perú). Disertación. Naturaleza e identidad del concebido: Sus derechos y deberes en el marco de la Bioética y la Biojurídica. Directora. Mgtr. Rosa Sánchez Barragán.
- 2015. Doctor en Educación. Cum laude. (Ph.D. equiv.), Universidad Nacional de Educación a Distancia. Madrid (España). Disertación. El respeto de la dignidad de la persona humana y el proceso de formación integral de los estudiantes de la Facultad de Educación y Humanidades de la Universidad Católica Los Ángeles de Chimbote. Director. Dr. José Cardona Andújar.
- 2005. Doctor en Derecho Canónico. summa cum laude. (Ph.D. equiv.), Pontificia Universidad Gregoriana. Roma (Italia). Disertación. La relevancia jurídica del Acuerdo entre la Santa Sede y el Perú. La personalidad jurídica de la Iglesia en el Perú en el ordenamiento jurídico peruano. Director. Dr. Carlos Corral Salvador SJ.
- 2002. Licenciado en Derecho Canónico. Medalla de oro. (S.Th.L., M.A. equiv.), Pontificia Universidad Católica Argentina. Disertación. El estatuto jurídico de las Conferencias Episcopales a la luz del motu proprio Apostolos Suos. Director. Dr. Luis Alessio.
- 1990. Bachiller en Teología. (S.Th. B.), Facultad de Teología Pontifica y Civil de Lima (Perú).

## Rectoría de la Universidad Católica Los Ángeles de Chimbote
El 28 de agosto de 2020, fue elegido rector de la ULADECH Católica con el respaldo mayoritario de los asambleístas. La prioridad de su gestión es lograr el licenciamiento institucional y dejar sentadas la bases para una universidad de calidad que perdure en el tiempo.
Antes de asumir el rectorado se desempeñó como jefe del Departamento de Educación en el 2009, director de postgrado en el Programa de Maestría en Ciencias Religiosas e Investigación. En el año 2010 fue designado Decano de la Facultad de Educación y Humanidades y ese mismo año también como director de la revista científica Crescendo y en el 2019 como director del Instituto de Investigación.

## Publicaciones

### Libros
Es autor de los siguientes libros:
- El Perú, ni confesional ni laico. La laicidad del Estado peruano. Autonomía e independencia y mutua colaboración. Fundación Konrad Adenauer e Instituto de Estudios Social Cristianos. Lima, agosto 2018.[4]
- Ética Profesional y Deontología. Universidad Católica Los Ángeles de Chimbote, 2015.[5]
- La Relevancia jurídica del Acuerdo entre la Santa Sede y el Perú. Editorial Roel. Lima, 2006.[6]

Es coeditor de los siguientes libros:
- Exigencias éticas de la calidad de la educación virtual. En: El aseguramiento de la calidad de la educación virtual. Domínguez Granda J, Rama C. Chimbote. ULADECH Católica, 2011. p. 55 -70.  Responsabilidad Social es inherente a la naturaleza y misión de la Universidad. En: La responsabilidad social universitaria en la educación a distancia. Domínguez Granda J, Rama C. Chimbote. ULADECH Católica, 2012. p. 13-37.
- Aproximaciones a la educación a distancia en el Perú. En: La educación a distancia en el Perú. Rama C. Chimbote. ULADECH Católica, 2013. p. 37-54.
- Perú 2021-2026. El aporte de la Iglesia desde el inicio de la Nación peruana hacia el Bicentenario. En: Propuestas de gobierno desde el Social Cristianismo. Fundación Konrad Adenauer e Instituto de Estudios Social Cristianos. Lima. 2018, 437-473.

Es autor y coautor de los siguientes artículos científicos
- Efectos de la pandemia por coronavirus en la educación superior universitaria. Conrado. Revista pedagógica de la Universidad de Cienfuegos, 17 (82), 2021: p. 286-292, (coautor).
- Quality of life and depressive symptoms among Peruvian university students during the COVID-19 pandemic. Research Gate, 2020, (coautor)
- Los principios de la doctrina social de la Iglesia en el Proyecto Educativo Institucional. Revista científica In Crescendo 7 (2) 2016: p. 53-61.
- La formación universitaria en competencias según el Proyecto Educativo Institucional de la ULADECH Católica a través de las nuevas tecnologías de la información y comunicación. Revista científica In Crescendo 1 (2) 2010: p. 251-270.
- El estatus jurídico de la Iglesia Católica en el Perú y sus implicancias en la enseñanza religiosa. Revista científica In Crescendo 1 (2) 2010: p. 359-374.
- Religiosidad popular, agnosticismo, indiferencia, sincretismo religioso y secularismo en la cultura urbana. Revista científica In Crescendo 3 (1) 2012: p. 153-166.
- Los recursos TIC favorecedores de estrategias de aprendizaje autónomo. El estudiante autónomo y autorregulado. In Crescendo 5 (2) 2011: p. 233-251.
- Relaciones entre la Santa Sede y el Perú antes del Acuerdo de 1980. In Crescendo 1 (1) 2010: p. 137-154.

### Revistas
- Efectos de la pandemia por coronavirus en la educación superior universitaria. Conrado. Revista pedagógica de la Universidad de Cienfuegos, 17 (82), 2021: p. 286-292, (coautor).[7]
- Quality of life and depressive symptoms among Peruvian university students during the COVID-19 pandemic.  Research Gate, 2020, (coautor).[8]
- Los principios de la doctrina social de la Iglesia en el Proyecto Educativo Institucional. Revista científica In Crescendo 7 (2) 2016: p. 53-61.[9]
- La formación universitaria en competencias según el Proyecto Educativo Institucional de la ULADECH Católica a través de las nuevas tecnologías de la información y comunicación.[10]
- El estatus jurídico de la Iglesia Católica en el Perú y sus implicancias en la enseñanza religiosa. Revista científica In Crescendo 1 (2) 2010: p. 359-374.[11]
- Religiosidad popular, agnosticismo, indiferencia, sincretismo religioso y secularismo en la cultura urbana. Revista científica In Crescendo 3 (1) 2012: p. 153-166.[12]
- Los recursos TIC favorecedores de estrategias de aprendizaje autónomo. El estudiante autónomo y autorregulado. In Crescendo 5 (2) 2014: p. 233-251.[13]
- Relaciones entre la Santa Sede y el Perú antes del Acuerdo de 1980. In Crescendo 1 (1) 2010: p. 137-154.[14]

## Distinciones
En mérito a su impecable trayectoria profesional y producción religiosa, intelectual, académica y cultural, para el desarrollo de la educación peruana la Universidad Privada San Pedro le destinguió como doctor honoris causa, el 27 de junio de 2019- Chimbote. Este acto de reconocimiento se desarrolló en el Auditorio Central de la Universidad San Pedro durante la Sesión Solemne por su semana de aniversario.
El 11 de mayo de 2018 fue promotor de la Declaración de la Festividad de San Pedrito como Patrimonio cultural de la Nación. Ministerio de Cultura.
Ha recibido también la Medalla de la Ciudad por parte de la Municipalidad Provincial del Santa quién declaró hijo Ilustre con motivo de haber celebrado 25 años, Bodas de plata de vida sacerdotal, fecha 4 de enero del 2017.
La Municipalidad Distrital de Nuevo Chimbote reconoció y felicitó por su ardua y desprendida labor social comunitaria otorgándole la Medalla de la Ciudad el 30 de mayo del 2016, entre otras que fue otorgadas en los años 2009, 2010, 2013.
El 30 de mayo del 2014 la Municipalidad Distrital de Nuevo Chimbote le otorgó la Llave de la Ciudad por su trayectoria y fructífera labor eclesiástica y pacificadora.
En el año 2011 el departamento de Ciencias religiosas hizo el reconocimiento por haber ocupado el Segundo Puesto en el proceso de evaluación docente.
La Universidad “Los Ángeles de Chimbote” otorgó el Diploma de honor por su valioso aporte, esfuerzo, dedicación y colaboración en la implementación y ejecución de los procesos de calidad el 12 de diciembre de 2007.
En la Conferencia Episcopal Peruana. Lima – 1998 ocupó el Primer puesto del Premio Nacional de Periodismo y Comunicación Social «Cardenal Juan Landázuri Rickets».

## Sociedades a las que pertenece
- Investigador. Código Renacyt: P0019666. Grupo Carlos Monge.[2]
- Miembro del grupo Querida Amazonia de la Universidad Anáhuac, 2021.
- La Asociación Peruana de Canonistas (ASPECA).
- Academia de Doctores del Perú. Resolución n.º 102-2010. Lima, 10 de junio de 2010.
- Revista científica de la ULADECH Católica, «In crescendo». Chimbote, 2008
- Comité Interno de autoevaluación de la Facultad de Educación y Humanidades. Resolución n.º 002-2009-D-FEH. Chimbote, 22 de agosto de 2009.
- Red de Universidades Inclusivas de Virtual Educa para América Latina y el Caribe. Chimbote, julio de 2011.
- Miembro del Equipo de Asesores Jurídicos de la Conferencia Episcopal Peruana, 2007.
- Miembro de la Comisión del Área de formación científico humanista del Currículo. Universidad Los Ángeles de Chimbote. Resolución Nro. 2058- 2007- CU. 29 de septiembre de 2007.
- Miembro en el Consejo Directivo de la Escuela de Post Grado - ULADECH, Resolución Nro. 0539 -2008-CU (10 de abril de 2008).
- Miembro de la Comisión impulsora al Bicentenario de la República del Perú, Ancash (marzo, 2019).
- Miembro de la Asociación Central de Inteligencia y Vigilancia Ciudadana Anticorrupción (CIVICA) (octubre, 2021).[20]